# Prilagođenje električnog izvora
Razmatranje unutarnjeg otpora električnog izvora izrazito je značajno jer je to jedna od odlučujućih veličina koje je potrebno uzeti u obzir pri odluci o tome kakvo opterećenje je dozvoljeno priključiti na izvor, a da bi se osiguralo optimalno prilagođenje po naponu, snazi ili struji.

## Prilagođenje opterećenja
Svaki potrošač ne možemo priključiti na svaki električni izvor. U tom smislu razmatrajući međusobne odnose električnog otpora opterećenja i unutarnjeg otpora električnog izvora te vrste električne struje (u daljnjem tekstu: otpor, struja, napon, izvor) razlikujemo sljedeće prilike.

### Prilagođenje po naponu
Opterećenje prilagođavamo po naponu na način da osiguramo takve uvjete u kojima će električni izvor predati opterećenju maksimalan napon, dakle radit će u uvjetima gdje se izvor ponaša kao naponski izvor. Takvi su uvjeti ispunjeni kada je otpor potrošača otprilike najmanje desetak ili više puta veći od unutarnjeg otpora (ili impedancije) izvora. U tom slučaju će se više od 90% nazivne vrijednosti elektromotorne sile pojaviti na samom potrošaču što općenito zadovoljava kada se razmatraju prilike u različitim sustavima gdje je električna snaga relativno mala (prilagođenje po naponu ulaza niskofrekventnog pretpojačala na unutarnju impedanciju dinamičkog mikrofona i sl.). U elektroenergetici bi, međutim, takva raspodjela napona značila gubitak snage izvora i do 10% što nije prihvatljivo. Zato se u uvjetima gdje se uzima u obzir i sama potrošnja energije, prilagođenje po naponu vrši na način da unutarnji nadomjesni otpor električne mreže na mjestu priključka opterećenja bude još za red veličine manji od otpora opterećenja. Dakle, radi se o uvjetima gdje je otpor opterećenja otprilike 100 ili više puta veći od unutarnjeg nadomjesnog otpora električne mreže te će sukladno tome energetska efikasnost priključenja potrošača biti bolja od 99% (od ukupne snage koja se dobiva iz mreže 99% ili više se troši na opterećenju, a nešto manje od 1% se smatra toplinskim gubicima u mreži).

### Prilagođenje po snazi
Prilagođenje po snazi izvodi se u visokofrekventnim sustavima gdje se radi zadržavanja što boljeg odnosa snage signala i snage šuma unutarnji otpor, na primjer, visokofrekventnog pretpojačala prilagođava ulaznom otporu antene. 
Predočimo li u općenitom slučaju unutarnji otpor električnog izvora s Rg, otpor opterećenja s Rt,  elektromotornu silu s U, tada će snaga Pt na otporu opterećenja Rt biti jednaka:
{\displaystyle P_{t}={\frac {{U^{2}}{R_{t}}}{(R_{g}+R_{t})^{2}}}}
Tražeći ekstrem funkcije Pt=f(Rt) nalazimo da je:
{\displaystyle {\frac {dP_{t}}{dR_{t}}}=U^{2}{\frac {{(R_{g}+R_{t})}^{2}-2R_{t}^{2}}{(R_{g}+R_{t})^{4}}}}
gdje za:
{\displaystyle {\frac {dP_{t}}{dR_{t}}}=0\,}
mora biti ispunjeno da je: 
{\displaystyle (R_{g}+R_{t})^{2}-2R_{t}^{2}=0\,}.
Rješavajući kvadratnu jednadžbu lako je naći da će snaga na opteretnom otporu Rt biti maksimalna kada je ispunjeno da je:
{\displaystyle R_{g}=R_{t}\,}.
U takvim uvjetima 50% snage gubi se u izvoru, a 50% snage predaje se opterećenju.
Nešto su složenije prilike u električnim mrežama s izmjeničnim strujama gdje se reaktivne komponente impedancije izvora i opterećenja ne mogu zanemariti. U takvim se prilikama maksimalan prijenos snage ne postiže kada je impedancija opterećenja jednaka impedanciji izvora, već valja ostvariti uvjete u kojima je realni dio impedancije opterećenja jednak realnom dijelu impedancije izvora:
{\displaystyle R_{t}=R_{g}\,},
a reaktivni dijelovi impedancije opterećenja i električnog izvora su jednaki u apsolutnom iznosu, no suprotni po predznaku:
{\displaystyle X_{t}=-X_{g}\,}.
U prilagođenju impedancija u mrežama s izmjeničnom električnom stujom, a u svrhu maksimalnog prijenosa snage, može se u slučaju potrebe koristiti i pojava električne rezonancije.

### Prilagođenje po struji
Prilagođenje po struji ne izvodi se u doslovnom smislu. Prilagođenjem po struji teži se postizanju maksimalne struje kroz opterećenje, što bi se postiglo ako bi uz neki dati unutarnji otpor izvora otpor opterećenja bio jednak nuli. To nema nekog praktičnog smisla, pa se u stvarnim uvjetima teži da unutarnji otpor izvora bude što veći ili najmanje desetak puta veći od otpora opterećenja (dakle, sasvim suprotan slučaj prilagođenju po naponu). Električni izvor u takvim uvjetima radi kao strujni izvor gdje je takva vrst rada karakteristična za različite strujne aktivne električne izvore koji kao dijelovi složenijih elektroničkih sklopova sadrže i sami aktivne elektroničke komponente, a služe na primjer za generiranje pilastog napona, postizanju kvalitetnijih karakteristika niskofrekventnih pojačala i dr.

## Značaj
Odgovarajuće prilagođenje opteretnog otpora na unutarnji otpor električnog izvora važno je jer stvara preduvjete za smanjenje gubitaka i optimalno iskorištavanje energije u električnim mrežama, a u različitim niskofrekventnim i visokofrekventnim sustavima preduvjet je kvalitetnom prijenosu i pojačanju signala.